# 规模经济

当产品量由Q增长至Q2时，每单位产品的平均成本由C下降到C1，LRAC为长期平均成本

规模经济（英語：economies of scale）在微观经济学中是指扩大生产规模引起经济效益增加的现象，是长期平均总成本随产量增加而减少的特性。规模经济反映的是生产要素的集中程度同经济效益之间的关系。
规模经济的优越性在于：
1. 能够实现产品规格的统一和标准化。
2. 通过大量购入原材料，而使单位购入成本下降。
3. 有利于管理人员和工程技术人员的专业化和精简。
4. 有利于新产品开发。
5. 具有较强的竞争力。
6. 充分利用规模经济，对于提高企业乃至整个国民经济的效益，具有重大意义。

隨著產量的增加，長期平均總成本下降的特性。但这并不仅仅意味着生产规模越大越好，因为规模经济追求的是能获取最佳经济效益的生产规模。一旦企业生产规模扩大到超过一定的规模，边际效益却会逐渐下降，甚至跌破趋向零，乃至变成负值，引发规模不经济现象。

## 规模经济的原因
1. 专业化，从亚当·斯密的著作《國富論》开始，人们认识到分工可以提高效率。规模越大的企业，其分工也往往是更详细的。
2. 学习效应：随着产量的增加，工人可以使熟练程度增加，提高效率。
3. 可以有效地承担研发费用等。
4. 运输、使用空间等方面存在的经济性。
5. 购入原材料时价格谈判上的强势地位。
6. 通过高产量分担广告等的固定成本。

## 形式定义
{\displaystyle F(K,L)\,}存在以下定义:
- 规模收益不变：如果{\displaystyle F(aK,aL)=aF(K,L)\,}（齊次函數1次）
- 规模收益递增：如果{\displaystyle F(aK,aL)>aF(K,L),\,}（齊次函數>1次）
- 规模收益递减：如果{\displaystyle F(aK,aL)<aF(K,L)\,}（齊次函數<1次）

资本和劳动是生产因素，资本和劳动以及{\displaystyle a\,}是规模因素。